# Lossimäe
Lossimäe är en ort i Estland. Den ligger i Rõngu kommun och landskapet Tartumaa, i den södra delen av landet, 170 km sydost om huvudstaden Tallinn. Lossimäe ligger 70 meter över havet och antalet invånare är 118.
Terrängen runt Lossimäe är platt. Runt Lossimäe är det glesbefolkat, med 17 invånare per kvadratkilometer. Närmaste större samhälle är Elva, 13,9 km nordost om Lossimäe. Omgivningarna runt Lossimäe är en mosaik av jordbruksmark och naturlig växtlighet.